# Le Lapin et l'Empereur
Pour plus de détails, voir Fiche technique et Distribution.
Le Lapin et l'Empereur (Napoleon Bunny-Part) est un court métrage d'animation de la série américaine Merrie Melodies, réalisé par Friz Freleng et sorti le 16 juin 1956, qui met en scène Bugs Bunny.

## Fiche technique
- Titre original : Napoleon Bunny-Part
- Réalisation : Friz Freleng
- Pays de production :  États-Unis
- Durée : 7 minutes
- Date de sortie : 16 juin 1956

## Distribution
- Gérard Surugue : Bugs Bunny
- Bernard Métraux : Annonceur